# 141 (tal)
141 är det naturliga talet som följer 140 och som följs av 142.

## Inom vetenskapen
- 141 Lumen, en asteroid

## Inom matematiken
- 141 är ett udda tal
- 141 är ett semiprimtal
- 141 är ett lyckotal
- 141 är ett hendekagontal
- 141 är ett centrerat pentagontal
- 141 är ett centrerat tetradekagontal
- 141 är ett Cullental.
- 141 är ett palindromtal i det decimala talsystemet.